# Керретаны
Кер(р)етаны (лат. Cerretani) — народ предположительно иберского происхождения, давший название современной французской коммуны Сердань, которая составляла часть занимаемой им территории. В целом обитал на территории долины реки Сегре. Их главный город в римские времена носил название Юлия Либика (ныне Льивия).
Их соседями на востоке были авсетаны, а на юге илергеты.
Название керетанов, как и их южных соседей сордонов, может быть связано с античными преданиями о миграции жителей северо-востока Испании на территорию Сардинии (см. балары).